# Правителство на Тодор Живков 1
Първото правителство на Тодор Живков е седемдесет и трето правителство на Народна република България, назначено с Укази № 516 и № 529 от 27 ноември 1962 г.. Управлява страната до 12 март 1966 г., след което е наследено от второто правителство на Тодор Живков.

## Политика

### Вътрешна политика
Правителството идва на власт след преизбирането на Тодор Живков за първи секретар на ЦК на БКП на 5 – 14 ноември 1962 г., а няколко дни по-късно – и за председател на Министерския съвет. Опитите на опозицията в БКП да го свали от власт (заговорът на Иван Горуня, Цоло Кръстев и ген. Цвятко Анев) са твърде анемични и довеждат само до поредната чистка в армията и в партията. През март 1966 г. Живков отново е избран за председател на МС. Близките му отношения с новия съветски лидер Леонид Брежнев и изгодните за България икономически договори със СССР и Иран през 60-те години „бетонират“ едноличната му власт за следващите десетилетия.
В края на 1958 г. кооперирането на земята в България достига заключителния си етап (кооперирани са 92% от обработваемата площ). С цел по-лесно механизиране на селското стопанство започва окрупняване на ТКЗС – броят им е намален от 3457 на 972. От СССР е внесено огромно количество селскостопанска техника и оборудване. В страната и в СССР се обучават за агрономи, зоотехници и ветеринарни лекари няколко хиляди български младежи. Изградени са голям брой язовири и напоителни системи, както и първите заводи за изкуствени торове и химическа защита.
Разрастването на градовете предизвиква редица проблеми – жилищна криза. Въпреки тези негативни явления, на VIII конгрес на БКП Живков обявява „Практическа програма за завършване строителството на социализма и постепенно преминаване на България към комунизма“. През следващите години утопичната идея е заменена от нова „задача“ – изграждане на развито социалистическо общество.

### Външна политика
Във външната политика продължава обвързаването на България със Съветския съюз и с другите държави от СИВ. На 4 декември 1963 г. на пленум на ЦК на БКП е взето решение за включване на страната като република в СССР. Първият секретар на ЦК на КПСС Никита Хрушчов отклонява предложението.
Участието на България във Варшавския договор и стратегическото ѝ географско местоположение я ангажират с многобройна (над 120 000 военнослужещи) и добре въоръжена армия. От начачлото на 60-те години разходите за МНО ежегодно се увеличават и се превръщат в основна тежест за националния бюджет. До голяма степен те са компенсирани от изгодни за България търговски договори със СССР, свързани с доставки на ниски цени на стратегически суровини (нефт, земен газ, стомана и дървесина) и с лицензи за производство на военна продукция.

## Съставяне
Кабинетът, оглавен от Тодор Живков, е образуван от политически дейци на БКП, БЗНС и Отечествения фронт.

### Кабинет
Сформира се от следните 27 министри и един председател:
| министерство                                                   | име | име               | партия |
| -------------------------------------------------------------- | --- | ----------------- | ------ |
| председател на Министерския съвет                              |     | Тодор Живков      | БКП    |
| първи зам. председател на Министерския съвет                   |     | Георги Трайков    | БЗНС   |
| първи зам. председател на Министерския съвет                   |     | Живко Живков      | БКП    |
| зам. председател на Министерския съвет                         |     | Станко Тодоров    | БКП    |
| зам. председател на Министерския съвет                         |     | Иван Михайлов     | БКП    |
| зам. председател на Министерския съвет                         |     | Тано Цолов        | БКП    |
| зам. председател на Министерския съвет, транспорт и съобщения  |     | Пенчо Кубадински  | БКП    |
| председател на Комитета за партиен и държавен контрол          |     | Борис Велчев      | БКП    |
| вътрешни работи                                                |     | Дико Диков        | БКП    |
| народна отбрана                                                |     | Добри Джуров      | БКП    |
| финанси                                                        |     | Димитър Попов     | БКП    |
| председател на Държавния комитет за планиране                  |     | Апостол Пашев     | БКП    |
| външни работи                                                  |     | Иван Башев        | БКП    |
| председател на Държавния комитет за наука и технически прогрес |     | Иван Попов        | БКП    |
| вътрешна търговия                                              |     | Пеко Таков        | БКП    |
| външна търговия                                                |     | Иван Будинов      | БКП    |
| просвета и култура                                             |     | Ганчо Ганев       | БКП    |
| председател на Комитета по химия и металургия                  |     | Георги Павлов     | БКП    |
| строежи                                                        |     | Марин Грашнов     | БКП    |
| селскостопанско производство                                   |     | Марин Вачков      | БКП    |
| правосъдие                                                     |     | Петър Танчев      | БЗНС   |
| народно здраве и социални грижи                                |     | Кирил Игнатов     | БКП    |
| председател на Съвета за селско стопанство                     |     | Георги Трайков    | БЗНС   |
| председател на Съвета за промишлено строителство               |     | Тано Цолов        | БКП    |
| министър без ресор                                             |     | Митко Григоров    | БКП    |
| министър без ресор                                             |     | Лъчезар Аврамов   | БКП    |
| министър без ресор                                             |     | Стоян Тончев      | БКП    |
| министър без ресор                                             |     | Евгени Матеев     | БКП    |
| министър без ресор                                             |     | Любомир Кръстанов | БКП    |
| министър без ресор                                             |     | Титко Черноколев  | БКП    |

### Промени в кабинета

#### от 25 май 1963
- Министерството на просветата и културата се преобразува в Министерство на народната просвета и Комитет за култура и изкуство (с Указ № 396 от 25 май 1963 г.).

| министерство                                                   | име | име            | партия |
| -------------------------------------------------------------- | --- | -------------- | ------ |
| народна просвета                                               |     | Ганчо Ганев    | БКП    |
| председател на Комитета за култура и изкуство                  |     | Петър Вутов    | БКП    |
| председател на Държавния комитет за строителство и архитектура |     | Георги Бранков | БКП    |
| председател на Комитета по леката промишленост                 |     | Дора Белчева   | БКП    |

#### от 23 април 1964
- Георги Трайков е освободен от поста председател на Съвета за селско стопанство.

#### от 22 юли 1965
- Министерството на вътрешните работи се разделя на Министерство на вътрешните работи и Комитет за държавна сигурност (без ранг на министерство).

| министерство                                          | име | име            | партия |
| ----------------------------------------------------- | --- | -------------- | ------ |
| председател на Комитета за партиен и държавен контрол |     | Нинко Стефанов | БКП    |